# John Vachon

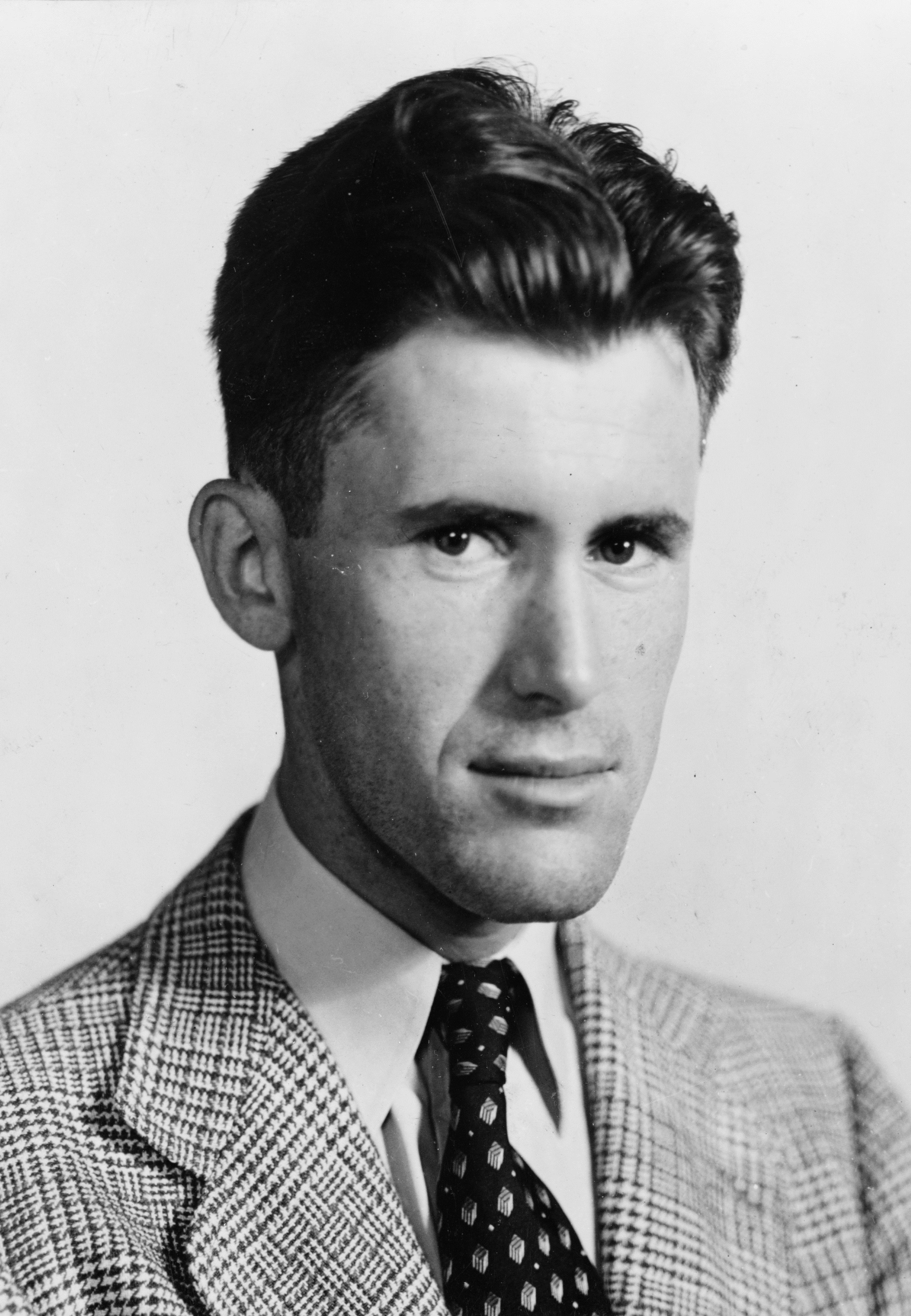
John Vachon, 1942

John Felix Vachon (* 19. Mai 1914 in Saint Paul, Minnesota; † 20. April 1975 in New York City) war ein US-amerikanischer Fotograf, der vor allem durch seine Arbeit für die Farm Security Administration (FSA) und als Mitglied der Photo League bekannt wurde. Die Photo League war eine 1936 in New York City gegründete Genossenschaft von Fotografen, die sich der Dokumentation des Lebens in den Arbeitervierteln widmete. Sie bot Fotokurse an, organisierte Ausstellungen und gab die Zeitschrift Photo Notes heraus. Bekannte Mitglieder waren Berenice Abbott, Weegee und Aaron Siskind. Aufgrund von Vorwürfen, die Liga sei eine kommunistische Organisation, wurde sie 1947 vom US-Justizministerium auf die Liste subversiver Organisationen gesetzt und löste sich 1951 auf.  

## Leben
John Vachon wurde in Saint Paul, Minnesota, geboren und machte 1934 seinen Bachelor-Abschluss in Englischer Literatur am St. Thomas College. Anschließend setzte er seine Studien an der Catholic University of America in Washington, D.C. fort. Im Jahr 1936 begann er als Assistent bei der Farm Security Administration (FSA) zu arbeiten, einer Behörde des New Deal, die während der Großen Depression gegründet wurde, um die ländliche Armut zu bekämpfen. Obwohl er ursprünglich keine fotografische Ausbildung hatte, entwickelte Vachon schnell ein Interesse an der Fotografie und wurde bald selbst Fotograf für die FSA. In dieser Funktion dokumentierte er das Leben und die Herausforderungen der ländlichen Bevölkerung in den Vereinigten Staaten. Nach seiner Zeit bei der FSA arbeitete John Vachon für das Office of War Information und später für Zeitschriften wie Life und Look. 1947 trat er der Photo League bei. Dort schrieb er Buchbesprechungen für den Newsletter Photo Notes und nahm an zahlreichen Ausstellungen teil. John Vachon blieb bis zu seinem Tod 1975 als Fotograf in New York aktiv.

## Werk

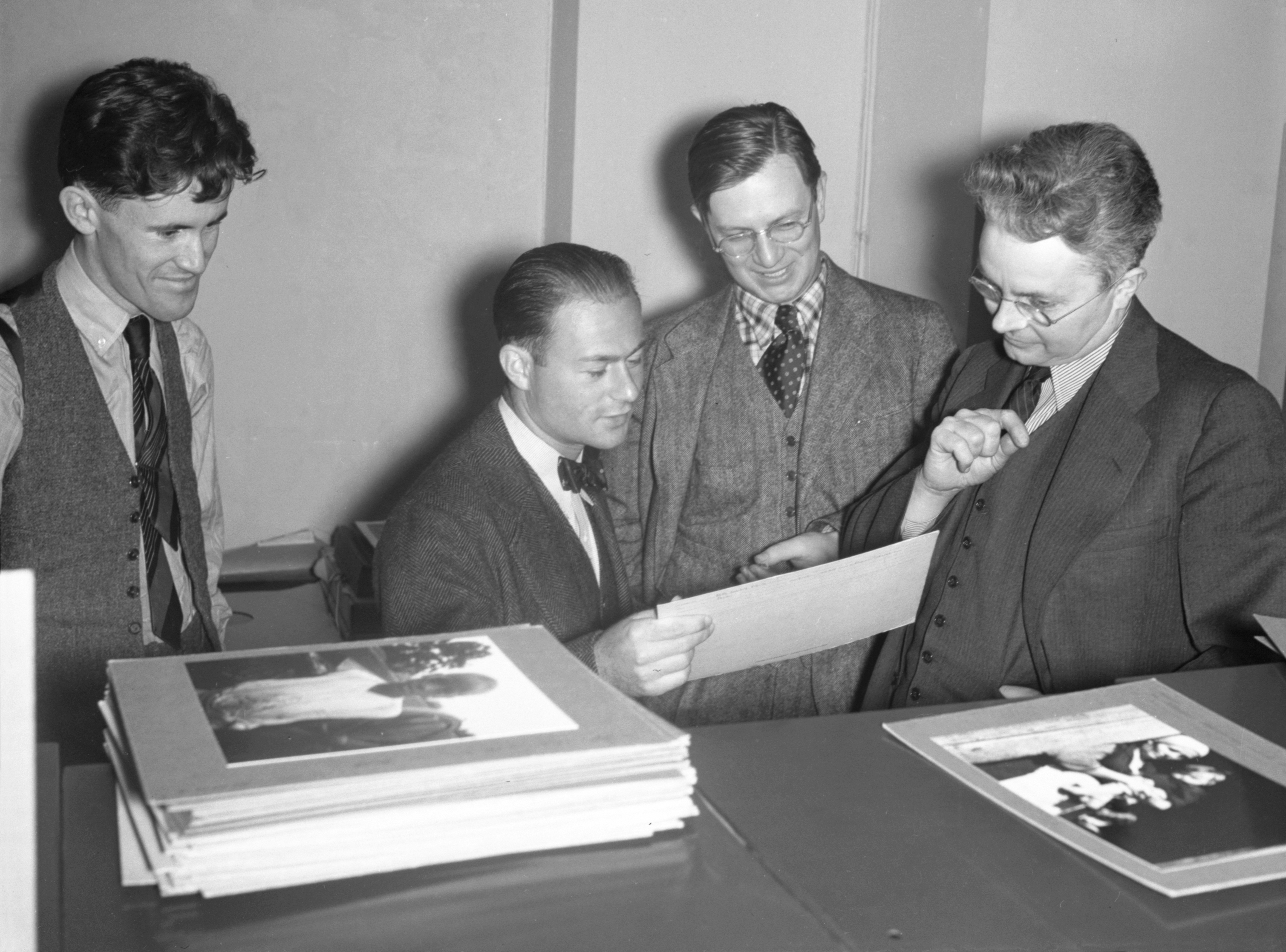
Fotografen der Farm Security Administration (von links nach rechts) John Vachon, Arthur Rothstein und Russell Lee mit Roy Stryker (rechts), der die Fotos begutachtet, um 1940

John Vachons fotografisches Werk zeichnet sich durch eine einfühlsame und authentische Darstellung des amerikanischen Lebens während der 1930er und 1940er Jahre aus. Seine Arbeiten für die FSA und die Photo League reflektieren ein tiefes soziales Engagement und den Wunsch, die Lebenswirklichkeit der Menschen unverfälscht darzustellen. John Vachon hatte die Fähigkeit, alltägliche Szenen mit einer besonderen Sensibilität und Aufmerksamkeit für Details festzuhalten.

## Ausstellung
- The Radical Camera: New York’s Photo League, 1936–1951, eine Übersicht über die Geschichte der Gruppe, ihre künstlerische Bedeutung und ihr kulturelles, soziales und politisches Umfeld. Wanderausstellung in den folgenden Museen: The Jewish Museum, New York (4. November 2011 bis zum 25. März 2012); Columbus Museum of Art, Columbus, OH (19. April – 9. September 2012), Contemporary Jewish Museum, San Francisco, CA (11. Oktober 2012 – 21. Januar 2013) und im Norton Museum of Art, West Palm Beach, FL (15. März – 16. Juni 2013).